# Ørestad

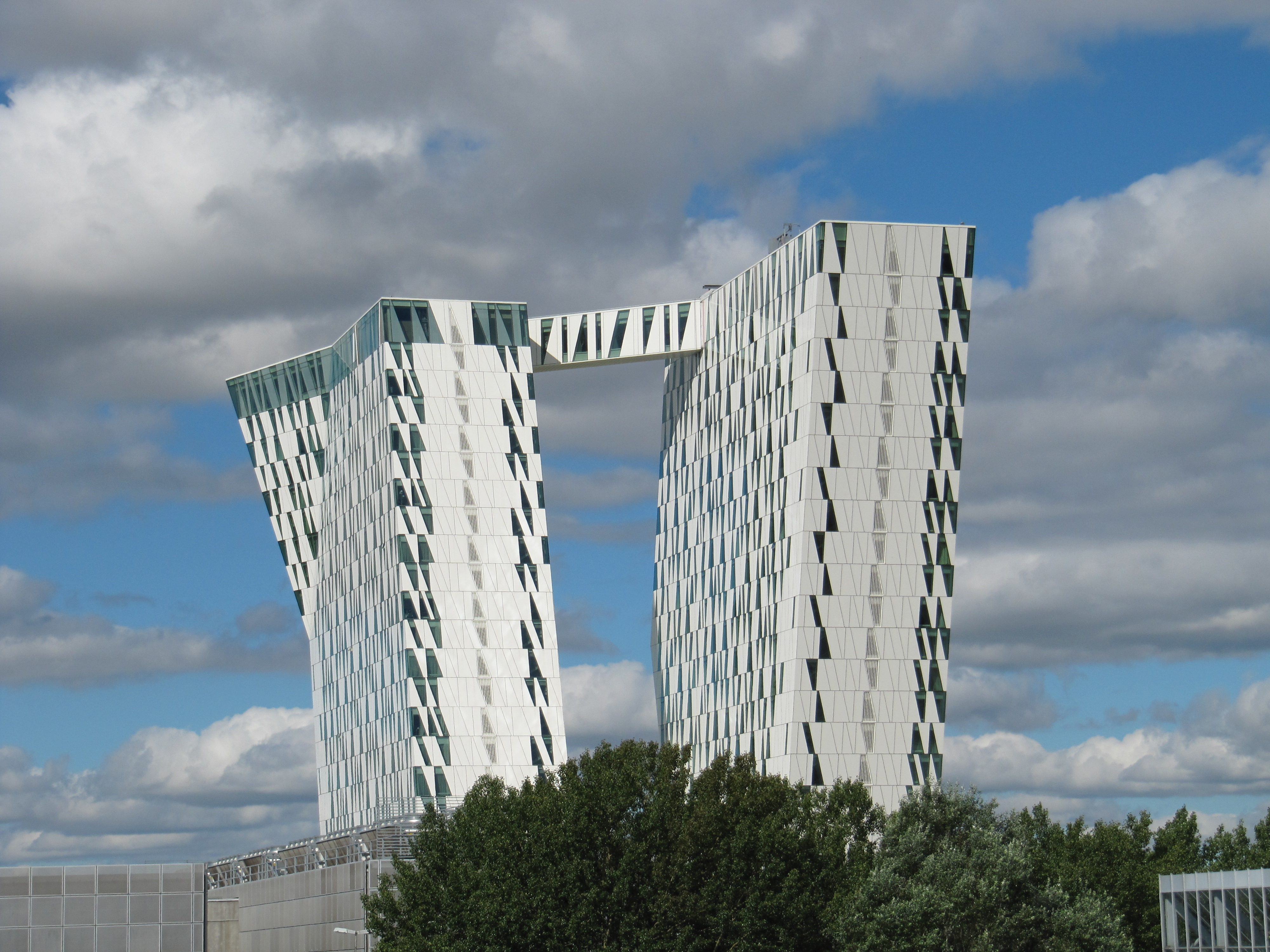
Edificio del Bella Sky Hotel emplazado en Ørestad, Copenhague.

Ørestad es un sector que está siendo desarrollado desde fines de la década de 1990 en la isla de Amager de la ciudad de Copenhague, Dinamarca. A fines del 2019 vivían 19000 en Ørestad, 20.000 estudiantes concurren a la universidad allí, y unas 80.000 personas tienen sus trabajos en la zona. El área está siendo desarrollada siguiendo un plan maestro de una nueva ciudad, con el metro de Copenhague como la red de transporte público primario, que conecta la zona con el resto del área metropolitana de Copenhague.
Ørestad se destaca por su atractiva ubicación y excelente infraestructura, que además del metro incluye el tren Oresund y el aeropuerto de Copenhague, así como el puente de Oresund. Desde Ørestad el tren “Oresundtrains regional” comunica al aeropuerto de Copenhague en 6 minutos, a la estación central de Copenhague en 7 minutos, y en 29 minutos a la estación central de Malmö, la tercera ciudad más grande de Suecia. Se ha llegado a decir que Ørestad " es el mayor cruce de caminos en los países escandinavos".
Ørestad esta organizada en cuatro distritos: Ørestad Nord, Amager Fælled kvarteret, Ørestad Syd y Ørestad. 
Entre las instituciones más notables situadas en Ørestad se destacan: la sede de la emisora nacional danesa DR, la sala de conciertos de Copenhague diseñada por Jean Nouvel, el centro comercial más grande de Dinamarca, y el Bella Center el mayor centro de exposiciones y conferencias en Escandinavia (sede de eventos como la Cumbre del Cambio Climático de 2009), el cual es complementado por el Bella Hotel, el hotel más grande de Escandinavia.

## Geografía
Ørestad abarca 3,1 km ², en una franja de unos 600 metros de ancho y 5 km de largo.
La parte central de Ørestad, Ørestad City, se encuentra a 4,5 kilómetros al oeste del aeropuerto de Copenhague Kastrup y a 5 km al sur del centro de la ciudad de Copenhague. 
Ørestad linda con Islands Brygge, al norte, Tårnby hacia el este, y la extensa Commons Kalvebod hacia el oeste.

## Historia
La legislación sobre Ørestad fue promulgada en 1992. La Corporación Ørestad para el Desarrollo (Ørestadsselskabet I/S) fue creada en marzo de 1993, para gestionar el crecimiento de esta zona de la ciudad. La empresa es propiedad en un 55% del ayuntamiento de Copenhague y el  45% restante del Ministerio de Finanzas. Se esperaba que el desarrollo llevaría de 20 a 30 años, a un costo de alrededor de € 175 millones.
A principios de 2008, el 53% de la superficie se había vendido.
El proyecto ganador de un concurso internacional de arquitectura realizado en 1994 propuso un plan maestro para Ørestad en el cual se divide la zona en cuatro distritos. La empresa finlandesa de diseño APRT y la danesa KHR Arkitekter establecieron una joint-venture y presentaron un plan final en 1997.
El primer edificio de oficinas se completó en 2001. Los primeros edificios residenciales se terminaron tres años después. En la actualidad, hay más de 3.000 viviendas, así como 192.100 m² de espacio de oficinas en Ørestad. Además, un total de 13 edificios están en construcción.

## Áreas de Ørestad
Desde el comienzos del siglo XXI, un total de 65 edificios han sido construidos, incluyendo más de 3000 viviendas, 71 400 m² para uso educativo y 65000 m² de tiendas al por menor en Ørestad. 

### Ørestad Norte

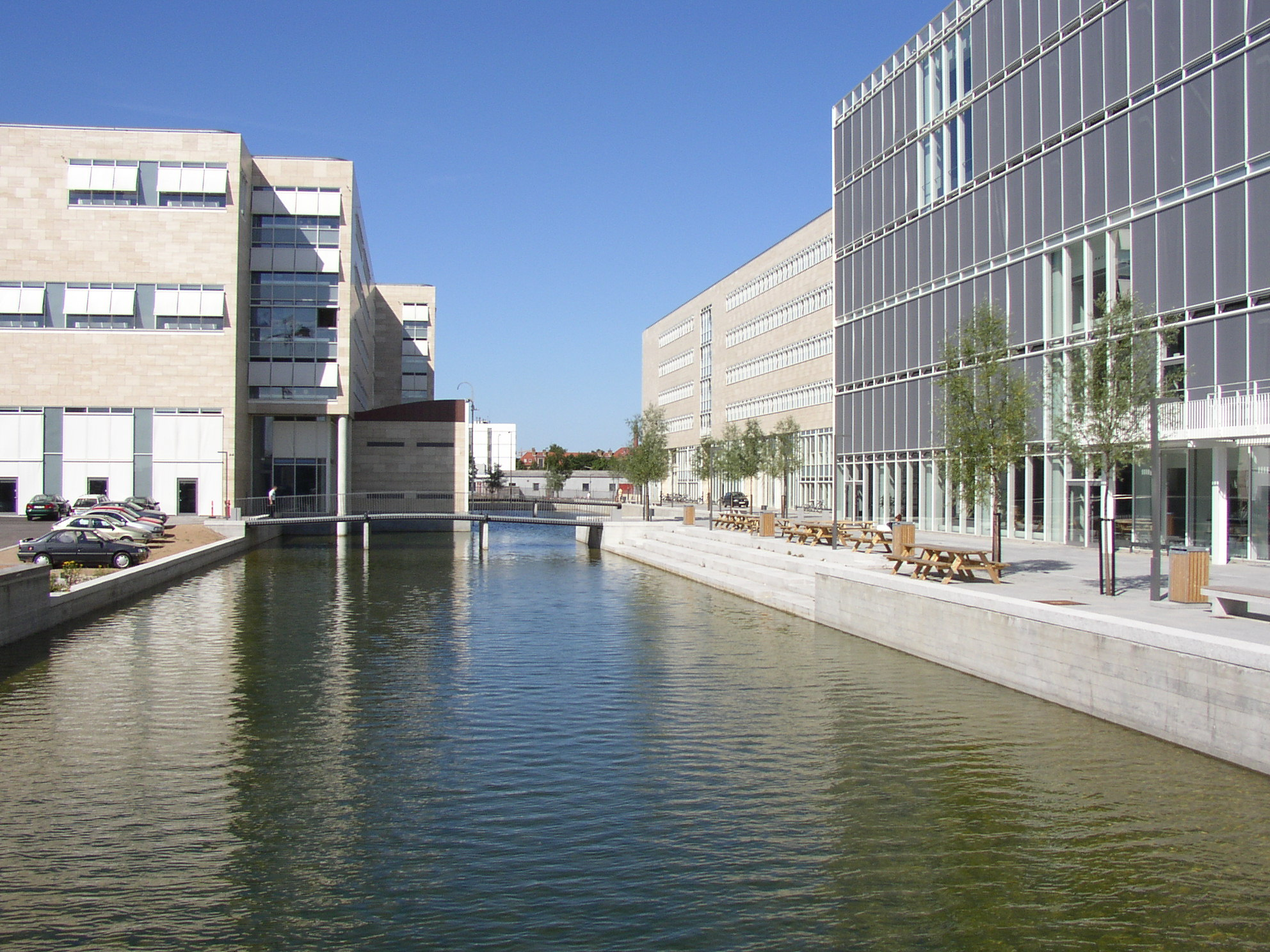
Edificios de la Facultad de Humanidades de la Universidad de Copenhague.

En el sector norte se encuentra el edificio de la Facultad de Humanidades de la Universidad de Copenhague, sobre el Canal de Ørestad del Norte, la cual e la más desarrollada de las cuatro áreas de Ørestad.
El plan maestro de KHR Arkitekter gira en torno a un parque verde central, el Canal de Paisaje y el Canal de norte a sur orientado Universidad.
Las principales instituciones de la zona son la Villa DR, que incluye la Sala de Conciertos de Copenhague, y varios centros educativos como la Universidad de Informática de Copenhague y el campus Ørestad de la Universidad de Copenhague.
Existen alrededor de 1000 unidades residenciales en Ørestad del Norte, la mitad de las cuales son viviendas para estudiantes en Tietgenkollegiet y Kollegiet Bikuben.

### Amager Fælled
El distrito Amager Fælled se encuentra en etapa de planeamiento, sin embargo, en los años 2004-2006, se han construido algunas casas adosadas y apartamentos en la zona. El hospital psiquiátrico Psychiatric Center Amager también se encuentra en el vecindario. Actualmente una parte es un parque conocido como “Fælledhavn”.

### Ørestad Ciudad

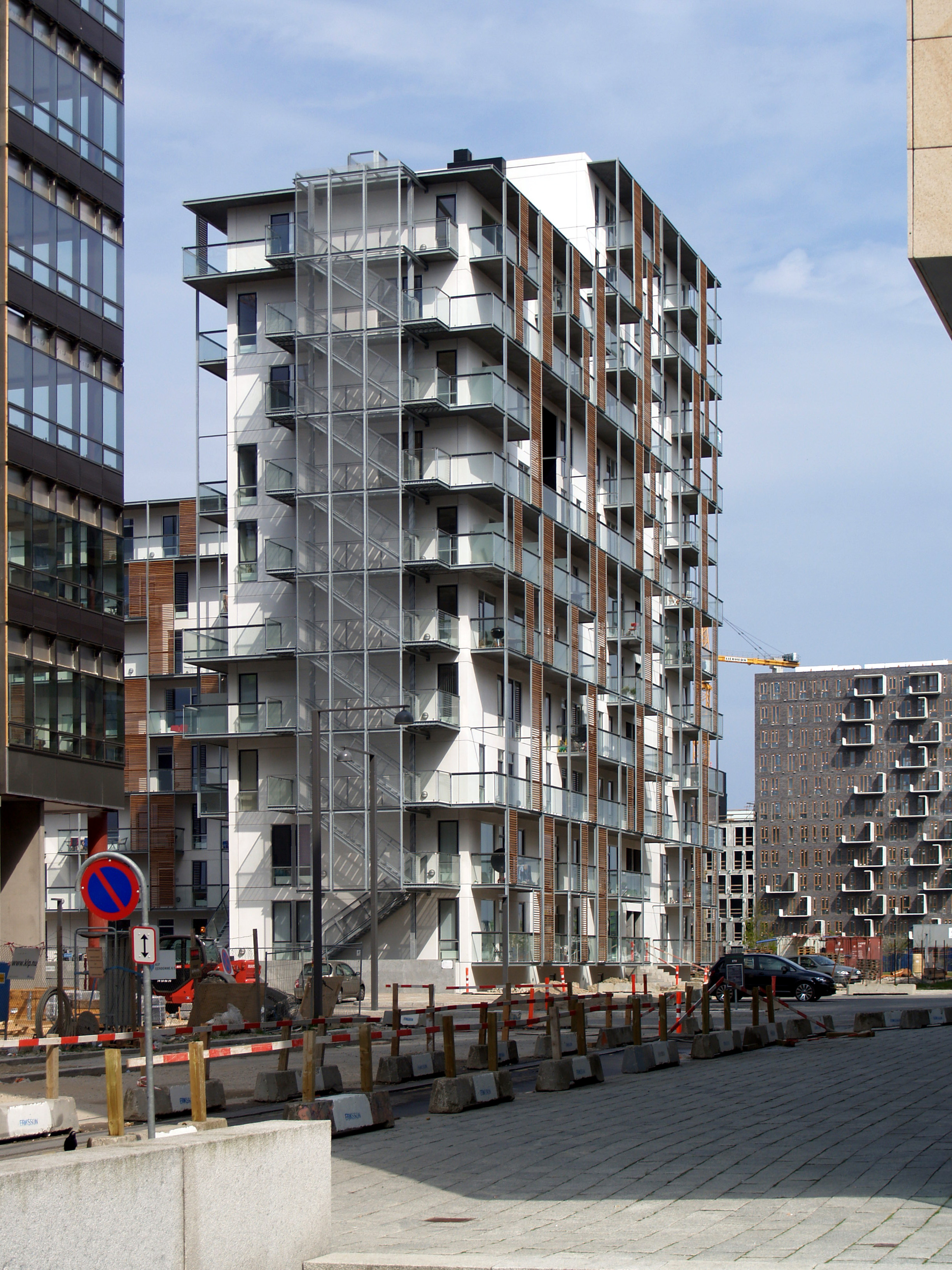
Edificios residenciales en Ørestad City, diseño de los arquitectos Tegnestuen Vandkunsten.

Ørestad City (“Ørestad By” en danés) es el área en Ørestad, que ha visto la construcción más nueva desde 2001, cuando la torre de Ferring se completó.
Las características dominantes de la zona son el centro comercial “Field’s” y el Bella Center, centro de convenciones y exposiciones. 
En 2006, Daniel Libeskind creó un plan maestro para el área restante de Ørestad City, conocido como Ørestad Down Town, ubicado entre el campo y el Boulevard del Centro. 
En 2009, el Cab Inn Hotel Metro con una capacidad de 709 habitaciones se completó con el diseño de Libeskind como el primer edificio en este proyecto. 
Desde el 2003 Ørestad City ha experimentado un crecimiento vertiginoso con la construcción de numerosos edificios residenciales, la mayoría de los cuales se centran en Byparken. Los edificios residenciales más característicos de la zona son las casas de VM y las viviendas de Montaña diseño de Bjarke Ingels y Julien De Smedt, mientras que otro edificio notable es el Ørestad Collegium por 3XN.

### Ørestad Sur
Ørestad Sur está dominada por grandes edificios comerciales en la parte norte y áreas residenciales en la parte sur. Una nueva sede para la consultora internacional Rambøll y el hotel Crowne Plaza se encuentra al sur de la autopista de Øresund y el ferrocarril de Øresund. Ambos edificios fueron diseñados por Dissing + Weitling. En la parte más meridional de Ørestad Sur hay dos grandes propiedades residenciales, 8tallet de Bjarke Ingels y Stævnen de Wilhelm Lauritzen. En 2012, la expansión de este último con Stævnen II estaba lista, justo cuando se completaba un centro de atención y Robert Jacobsen Kollegiet.
Royal Arena es un estadio cubierto multifuncional que se inauguró en enero de 2017. El salón es el estadio más grande de Copenhague y permite celebrar conciertos internacionales y eventos deportivos que son demasiado pequeños para el Parque y demasiado grandes para lugares como el Foro. El salón tiene capacidad para 12,500 espectadores en eventos deportivos y hasta 16,000 (sentados o de pie) en conciertos.

## Desarrollo futuro

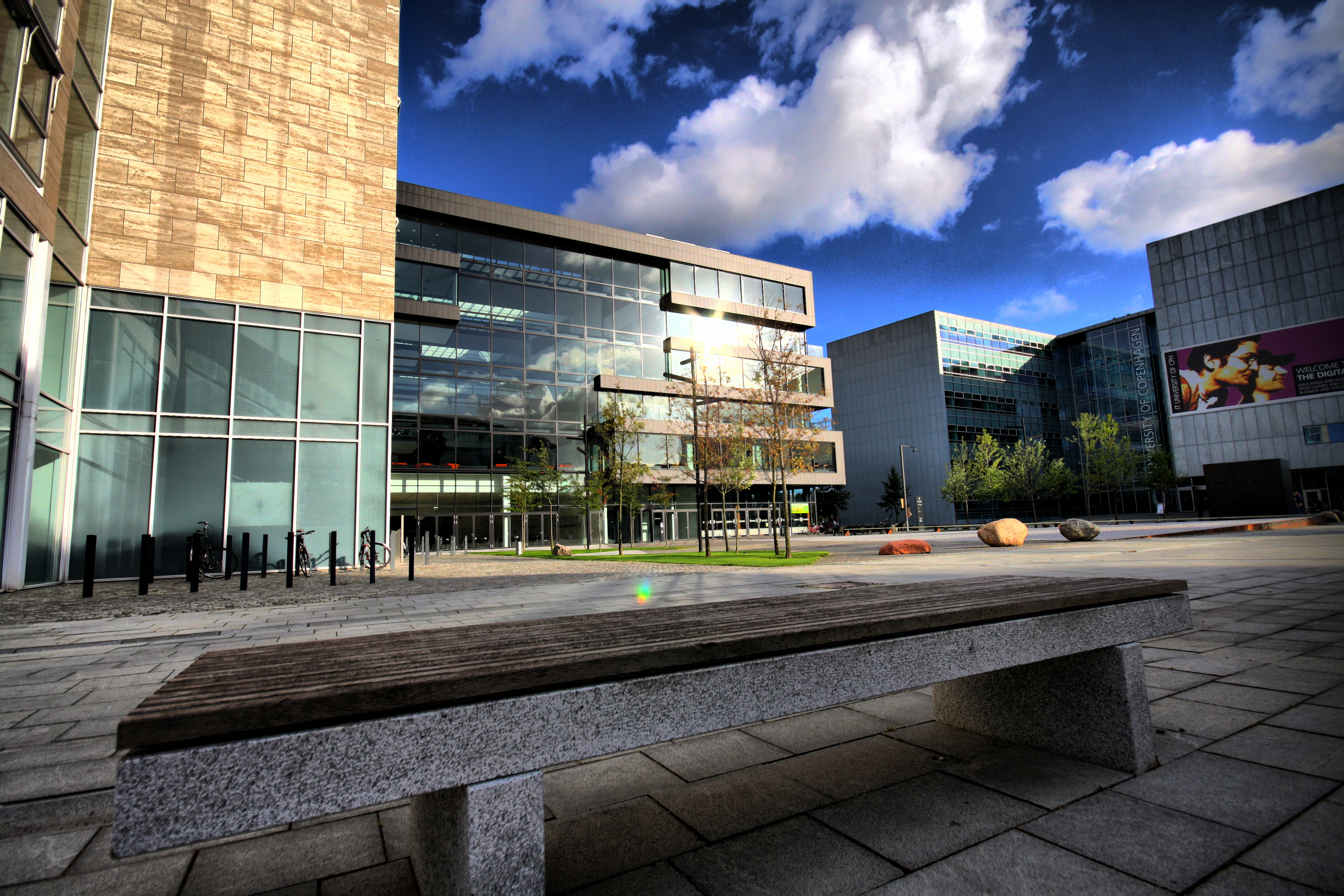
Mikado Plads frente de Casa Mikado, diseñada por Arkitema y finalizada en 2010

Dentro de los próximos 5 años se espera comience la construcción de las tres grandes obras restantes en Ørestad Nord. 
Solo ocho de las obras aún no se han construido en la ciudad de Ørestad aparte del sitio llamado Libeskind situado al oeste y al sur de Field. El plan maestro para esta 187 000 m² la zona fue revelado en 2006, y propone un importante complejo formado por curvas que consta de unos 11 edificios de oficinas incluyendo una sala de 704-Cab Inn hotel Metro y dos edificios de 20 plantas. Habrá una plaza central y una galería con techo de cristal. La construcción comenzó a finales de 2007 y continuará durante los próximos 5-10 años.
El plan del distrito de Ørestad Syd fue aprobado en 2005. El plan maestro general sigue siendo el diseño inicial como se ve en la propuesta ganadora del 1997. 
Aparte de las Torres de Copenhague complejo junto a la autopista, dos planes maestros de otros dos complejos se han presentado: Uno por Niels Torp para el Centro de Negocios Ørestad y uno por KHR arkitekter para el complejo Hannemannsparken. Juntos, estos tres complejos, situado al sur de la autopista, se espera una torre 285 000 m² de espacio de oficinas. 
La construcción de las Torres de Copenhague comenzó a finales de 2007. La construcción del Centro de Negocios Ørestad se iniciará en 2009.

## Transporte
La arteria principal va de norte a sur y es el Boulevard Ørestad que discurre por la parte sur de la línea de metro de Copenhague M1. 
La autopista E20 Øresund y los cortes de trenes a través de Øresund Ørestad separan los dos distritos de la ciudad en Ørestad Syd Ørestad City. 
Ørestad es la estación principal de trenes en el área y es servido por trenes regionales. La línea de metro M1 cuenta con seis paradas en Ørestad: Islas Brygge y Byen DR en el distrito de Ørestad Nord, Sundby en el distrito de Amager Fælled, Bella Center y Ørestad en el distrito de Ørestad City y Vestamager en el distrito de Ørestad Syd. 
Además existen varias líneas de autobuses que llegan a Ørestad.